# Số quấn

Đường cong này có số quấn quanh điểm p bằng hai.

Trong toán học, số quấn của một đường cong kín trong mặt phẳng quanh một điểm cho trước là một số nguyên biểu thị tổng số lần đường cong đó đi ngược chiều kim đồng hồ quanh điểm đó. Số quấn phụ thuộc vào định hướng của đường cong và có dấu âm nếu đường cong đi theo chiều kim đồng hồ.
Số quấn là đối tượng nghiên cứu cơ bản của tô pô đại số và chúng đóng vai trò quan trọng trong phép tính véc tơ, giải tích phức, tô pô hình học, hình học vi phân và vật lý, bao gồm cả lý thuyết dây.

## Mô tả trực quan

Một vật đi dọc theo đường cong màu đỏ lượn hai vòng màu xanh quanh người quan sát.

## Định nghĩa
Một đường cong trong mặt phẳng xy có thể được xác định bởi các phương trình tham số:
{\displaystyle x=x(t)\quad {\text{và}}\quad y=y(t)\qquad {\text{với }}0\leq t\leq 1.}
Giả sử đường cong không đi qua gốc, chúng ta có thể viết lại các phương trình tham số ở dạng cực:
{\displaystyle r=r(t)\quad {\text{và}}\quad \theta =\theta (t)\qquad {\text{với }}0\leq t\leq 1.}
Ta định nghĩa
{\displaystyle {\text{số quấn}}={\frac {\theta (1)-\theta (0)}{2\pi }}.}

## Định nghĩa khác

### Hình học vi phân
Ta có một {\displaystyle 1}-dạng vi phân ứng với tọa độ cực {\displaystyle \theta }:
{\displaystyle d\theta ={\frac {1}{r^{2}}}\left(x\,dy-y\,dx\right)\quad {\text{với }}r^{2}=x^{2}+y^{2}.}
Số quấn của một đường cong {\displaystyle C} quanh gốc tọa độ có thể được thể hiện qua biểu thức
{\displaystyle {\text{số quấn}}={\frac {1}{2\pi }}\oint _{C}\,\left({\frac {x}{r^{2}}}\,dy-{\frac {y}{r^{2}}}\,dx\right).}

### Giải tích phức
Số quấn của con đường khép kín {\displaystyle \gamma } quanh gốc tọa độ được cho bởi biểu thức 
{\displaystyle {\frac {1}{2\pi i}}\oint _{\gamma }{\frac {dz}{z}}}.

### Tô pô
Phần bù của một điểm trong mặt phẳng tương đương đồng luân với đường tròn. Tập hợp các lớp đồng luân của các đường cong trên một đường tròn tạo thành nhóm cơ bản của đường tròn, i.e. nhóm các số nguyên, Z; và số quấn của một đường cong chính là lớp đồng luân của nó.